# Chapsa leprieurii
Chapsa leprieurii är en lavart som först beskrevs av Jean François Montagne, och fick sitt nu gällande namn av Frisch. Chapsa leprieurii ingår i släktet Chapsa och familjen Graphidaceae.   Inga underarter finns listade i Catalogue of Life.